# بلدية بيروت

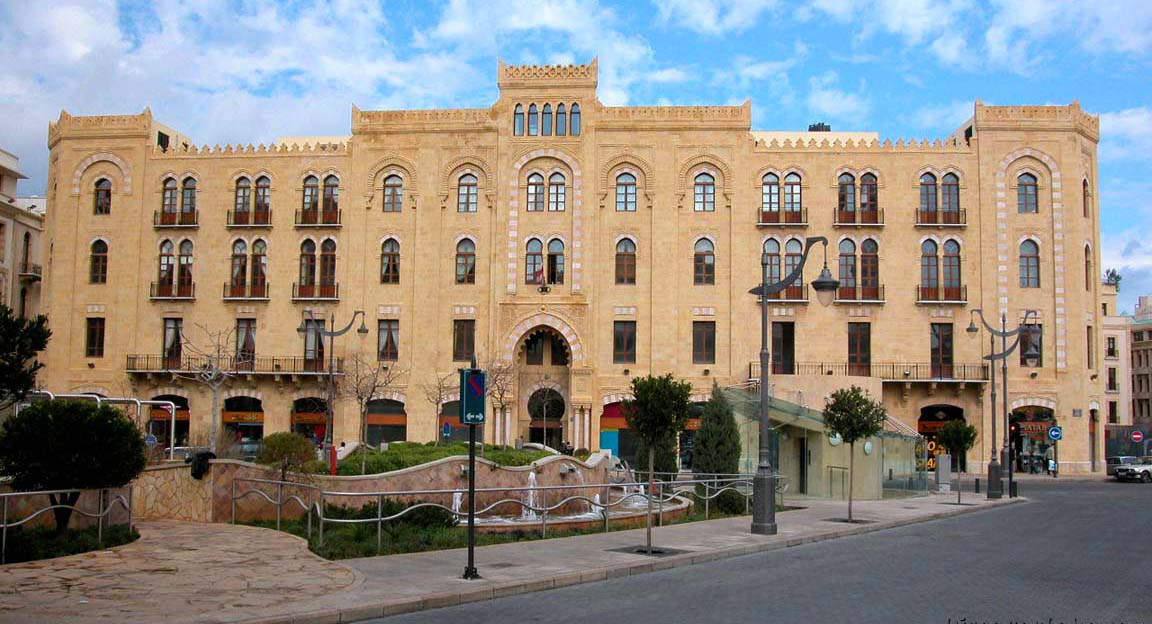
مبنى بلدية بيروت.

بلدية بيروت تقع في مركز مدينة بيروت، لبنان.

## التاريخ

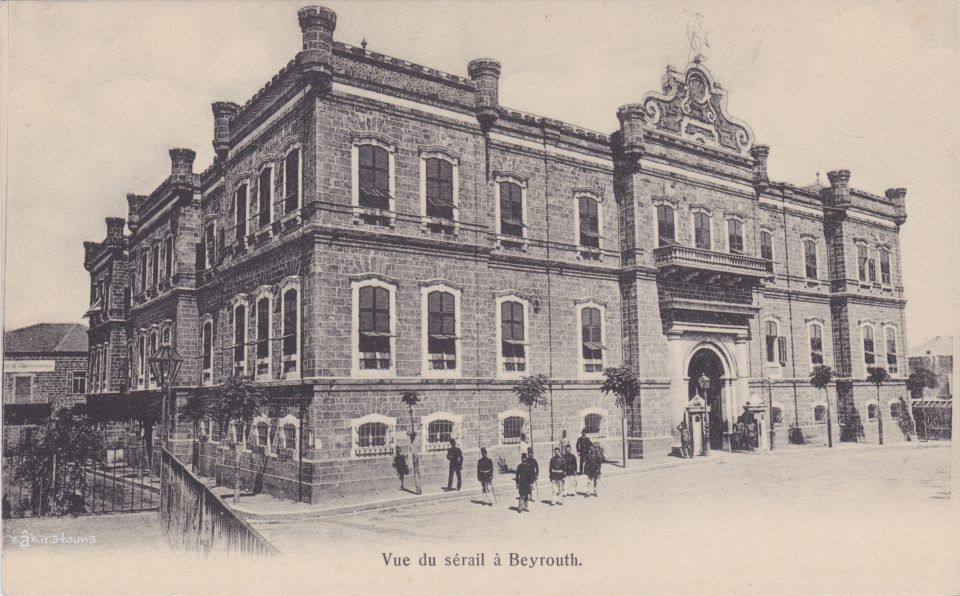
السرايا العثمانية، ساحة الشهداء، بيروت.

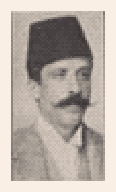
المهندس المعماري يوسف أفتيموس

يقع مبنى بلدية بيروت الذي شُيد عام 1925 في شارع ويغان حيث كانت البلدية تقع قبل بناء المبنى الجديد في مبنى السرايا العثمانية في ساحة الشهداء. وكان من تصميم المهندس المعماري اللبناني يوسف أفتيموس. يتميز المبنى بواجهات على الطراز الشرقي، واستخدام الحجز الجيري الأصفر في البناء، بما يتوافق مع مدرسة النهضة المغاربية. عبرت هندستها المعمارية عن ردة فعل ضد تغريب البلاد فضلًا عن الحاجة إلى إنشاء هوية محلية أو إقليمية أكثر. يعكس النص المدرج على مدخل المبنى هذا الشعور: «هذه هي الآثار التي تحددنا: البحث عن آثارنا من الآن فصاعدًا». دمر المبنى خلال الحرب الأهلية اللبنانية، وتم ترميمه بحلول عام 2000. ويضم حاليًا مكتب محافظ بيروت ومجلس بيروت البلدي، وهو مفتوح للجمهور.

## الجدول الزمني
- ثمانينيات القرن التاسع عشر (عقد 1880): أعد مشروع لبناء مقر جديد لبلدية بيروت مع حديقة صغيرة ونافورة وبرج ساعة تعود إلى هذه السنوات.[3][4]
- 1923، فاز المهندس يوسف أفتيموس بمسابقة تصميم المبنى.
- 1925، شُيد مبنى بلدية بيروت اعتمادًا على تصميم المهندس المعماري يوسف أفتيموس.[3][4]
- الحرب الأهلية اللبنانية (1975-1990): تعرض مبنى البلدية للدمار.[3][4]
- 2000، رمم مبنى البلدية.[3][4]